# پژمان جمشیدی
پژمان جمشیدی (زادهٔ ۲۰ شهریور ۱۳۵۶) بازیگر ایرانی و بازیکن سابق فوتبال است. او در طول فعالیت حرفه‌ای خود در فوتبال برای باشگاه‌هایی مانند سایپا، پرسپولیس، پاس تهران، فولاد خوزستان، استیل آذین و نیز برای تیم ملی ایران بازی کرد. جمشیدی از پول‌سازترین و فعال‌ترین بازیگران سینمای ایران است.
او حرفهٔ بازیگری‌اش را نخست در سال ۱۳۹۰ با بازی در قسمتی از مجموعهٔ تلویزیونی ساختمان پزشکان و سپس در سال ۱۳۹۲ و با بازی در نقش اصلی مجموعهٔ تلویزیونی پژمان آغاز کرد. او برای نقش‌آفرینی در فیلم‌های سوءتفاهم (۱۳۹۶)، شیشلیک (۱۳۹۹) و علفزار (۱۴۰۰) نامزد دریافت جایزهٔ سیمرغ بلورین از جشنوارۀ فیلم فجر شده است. همچنین نقش‌آفرینی او در مجموعهٔ تلویزیونی زیرخاکی برایش تندیس جشن حافظ بهترین بازیگر مرد کمدی در تلویزیون را به همراه داشت. همچنین جمشیدی در چهل و یکمین جشنواره فیلم فجر (۱۴۰۱) برای بازی در نقش مکمل فیلم یادگار جنوب در جشنواره فجر نامزد شد و دیپلم افتخار این جشنواره را کسب کرد.

## فعالیت حرفه‌ای

### فوتبال
پژمان جمشیدی فوتبال را به‌طور حرفه‌ای از نوجوانی و در تیم نوجوانان باشگاه دارایی تهران فراگرفت. در سال ۱۳۷۱ و درحالی‌که ۱۵ سال داشت به باشگاه کشاورز تهران پیوست و در ۶۷ بازی ۷ گل به ثمر رساند. در سال ۱۳۷۴ به تیم ملی نوجوانان ایران دعوت شد. او در باشگاه‌های کشاورز و سایپا تهران شش سال بازی کرد. استعداد جمشیدی در باشگاه سایپا تهران مورد توجه قرار گرفت و از همان‌جا به تیم ملی جوانان و تیم ملی امید ایران ملحق شد.

او از سال ۱۳۷۹ به پرسپولیس تهران پیوست و در دفاع راست این تیم که آن زمان تیمی پرستاره با مربیگری علی پروین بود تبدیل به بازیکن ثابت شد. او در طول ۵ سال حضورش در پرسپولیس به عنوان بازیکنی سرعتی و با تکنیک، نزدیک به ۱۰۰ بازی برای این تیم انجام داد و اولین مقام قهرمانی پرسپولیس در لیگ برتر را نیز در فصل ۸۱–۱۳۸۰ تجربه کرد. او در مسابقات آسیایی هم برای پرسپولیس به میدان رفت.

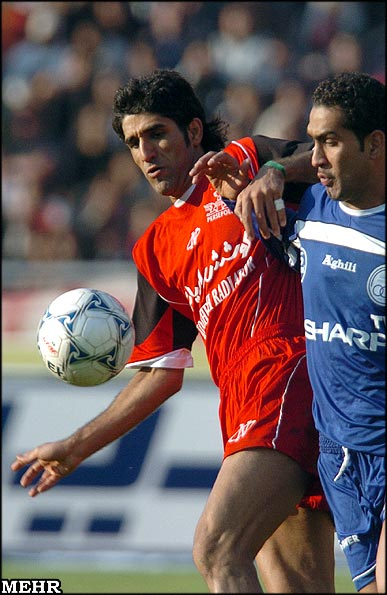
جمشیدی در سمت چپ تصویر هنگام بازی برای پرسپولیس در شهرآورد تهران، سال ۱۳۸۳

جمشیدی در دوران حضور در پرسپولیس توسط میروسلاو بلاژویچ به تیم ملی ایران دعوت شد. او در ۱۳ بازی برای تیم ملی به میدان رفت و به همراه ستارگان آن دوران مانند علی کریمی و کریم باقری در مسابقات مقدماتی جام جهانی ۲۰۰۲ آسیا حضور داشت.
او در سال ۱۳۸۴ به دلیل خدمت سربازی دو فصل به تیم پاس تهران با مربی‌گری دنیزلی پیوست و در جام باشگاه‌های آسیا حضور داشت. او با پاس به نائب قهرمانی لیگ برتر در فصل ۸۵–۱۳۸۴ رسید. جمشیدی سپس به استیل آذین تهران پیوست و به همراه این تیم نتوانست در یک فصل حضورش از لیگ یک به لیگ برتر صعود کند تا او به فکر ترک این تیم افتاد. او در مرداد سال ۱۳۸۷ در مجموعه ورزشی انقلاب تهران به‌طور اتفاقی مجید جلالی را می‌بیند و با پیشنهاد او به فولاد خوزستان می‌رود. در بهمن ماه سال ۱۳۸۸ جمشیدی در ۳۳ سالگی و پس از ۱۵ سال بازی در سطح اول فوتبال ایران، از فوتبال کناره‌گیری کرد.

### بازیگری
جمشیدی نخستین تجربه بازیگری خود را سال ۱۳۹۰ در یک قسمت از سریال ساختمان پزشکان به صورت مهمان تجربه کرد. او سپس در سال ۱۳۹۲ در مجموعه تلویزیونی پژمان نقش‌آفرینی کرد. طرح اولیه این سریال با ایده خود جمشیدی شکل گرفته و روایتی از زندگی خود اوست. مجموعه پژمان مورد توجه و استقبال مردم قرار گرفت. او در همان سال به عنوان اولین تجربه‌اش در سینما در آتش‌بس ۲ اثر تهمینه میلانی حضور پیدا کرد.
ایفای نقش جمشیدی در خوب بد جلف مورد تحسین قرار گرفت و زوج هنری پژمان جمشیدی با سام درخشانی محبوبیت ویژه‌ای در میان مخاطبان پیدا کرد. او پس از آن پیشنهادهای بسیاری را دریافت کرد، به‌طوری‌که در سال ۱۳۹۷ در شش فیلم سینمایی، یک مجموعه تلویزیونی و یک تئاتر ایفای نقش کرد و از پرکارترین بازیگران این سال شد. او در سال ۱۳۹۸ نیز با اکران سه فیلم ایده اصلی، ما همه با هم هستیم و تگزاس ۲ به عنوان پرکارترین بازیگر مرد سینما در شش ماه نخست سال معرفی شد. او در تئاتر نیز حضور فعالی پیدا کرد و در بین سال‌های ۹۳ تا ۹۸ در ۲۰ نمایش حضور پیدا کرد.

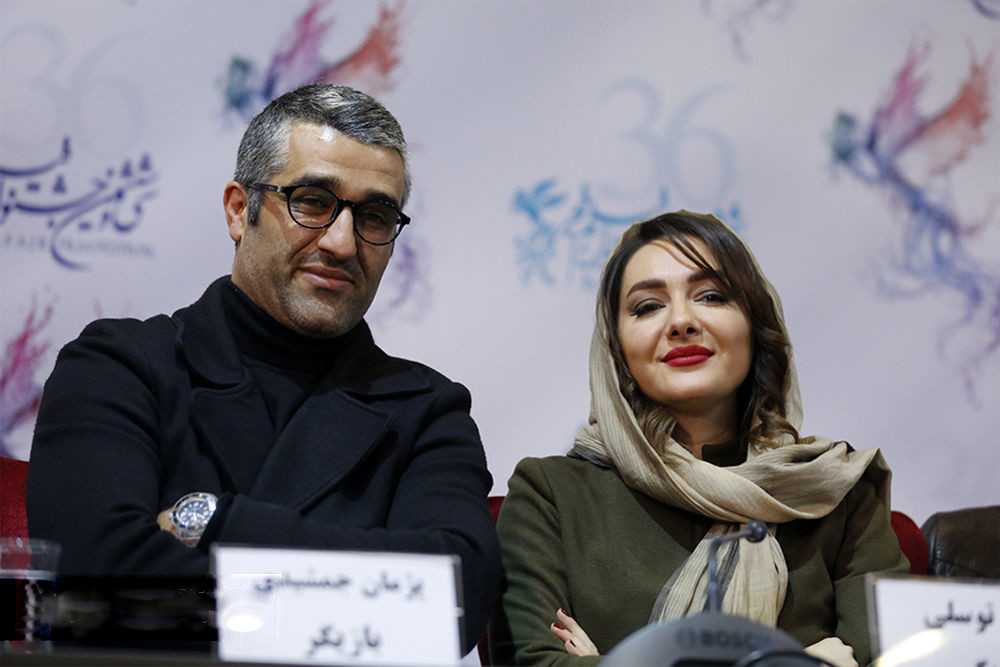
جمشیدی و هانیه توسلی در سی و ششمین جشنواره فیلم فجر، ۱۳۹۶

همچنین در سال ۱۳۹۸ درخشش جمشیدی در مجموعه تلویزیونی زیرخاکی در نقش فریبرز باغ‌بیشه مورد تحسین قرار گرفت و این سریال در شبکه یک با جذب ۴۴ درصد مخاطب در صدر آثار تلویزیونی قرار گرفت. سال ۱۴۰۰ برای ایفای نقش در زیرخاکی ۱ و ۲، در بیست و یکمین دوره جشن حافظ برنده تندیس بهترین بازیگر مرد کمدی تلویزیونی شد.
او با ایفای نقش در فیلم‌های کمدی پرفروش و موفق، در فهرست پولسازترین و محبوب‌ترین بازیگران سینمای ایران قرار گرفته است. او در سال ۱۳۹۸ پنج فیلم را در سینما داشت که در مجموع ۶۲ میلیارد و ۷۹۱ میلیون تومان فروش داشتند تا او پرفروش‌ترین بازیگر این سال شناخته شود. جمشیدی نامزد سیمرغ بلورین بهترین بازیگر نقش مکمل مرد در دوره‌های سی و ششم و سی و نهم جشنواره فیلم فجر برای بازی در فیلم‌های سوءتفاهم و شیشلیک شد. او در چهلمین دوره این جشنواره نیز برای بار سوم نامزد دریافت این جایزه شده است. او در فیلم شیشلیک در سال ۱۳۹۹ برای نخستین بار با رضا عطاران هم‌بازی شد.

### مجری‌گری
در سال ۱۳۹۸ جمشیدی یک برنامه اینترنتی فوتبالی ساخته عادل فردوسی‌پور به نام کلاسیکو را اجرا کرد که با حضور علی دایی همراه بود و این برنامه رکورد پربیننده‌ترین برنامه اینترنتی را به‌دست‌آورد. او در سال ۱۴۰۰ نیز در یک تاک‌شوی اینترنتی متفاوت با نام پیشگو به مجری‌گری پرداخته که از پلتفرم نماوا پخش می‌شود و با حضور شخصیت‌های مشهور همراه است.

## زندگی شخصی
پژمان جمشیدی در یک خانواده فرهنگی متولد شده که پدرش دبیر زیست‌شناسی و مادرش آموزگار بوده است. او یک برادر و یک خواهر دارد که برادرش ۲ سال از او بزرگ‌تر و خواهرش از او کوچک‌تر است. او دانشجوی کارشناسی رشته مهندسی عمران بوده که پس از گذراندن ۱۱۰ واحد، به دلیل فعالیت در فوتبال از ادامه تحصیل انصراف داده است.

## فیلم‌شناسی

### سینما
| سال  | عنوان                    | نقش            | کارگردان                           |
| ---- | ------------------------ | -------------- | ---------------------------------- |
| ۱۴۰۴ | تراشه                    |                | منوچهر هادی                        |
| ۱۴۰۳ | ناجورها                  |                | محمدحسین فرحبخش                    |
| ۱۴۰۳ | جزایر قناری              |                | عادل معصومیان                      |
| ۱۴۰۳ | آنتیک                    | ابی            | محمدهادی نائیجی                    |
| ۱۴۰۳ | دایناسور                 | رضا            | سید مسعود اطیابی                   |
| ۱۴۰۲ | بی‌بدن                    | مهرداد         | مرتضی علیزاده                      |
| ۱۴۰۲ | تمساح خونی               | حضور افتخاری   | جواد عزتی                          |
| ۱۴۰۲ | صبحانه با زرافه‌ها        | رضا            | سروش صحت                           |
| ۱۴۰۲ | تگزاس ۳                  | بهرام کشکولی   | سید مسعود اطیابی                   |
| ۱۴۰۲ | کوکتل مولوتوف            | محجوب          | حسین امیری دوماری                  |
| ۱۴۰۲ | هتل                      | رامین قادری    | سید مسعود اطیابی                   |
| ۱۴۰۱ | شهر هرت                  | پرویز          | کریم امینی                         |
| ۱۴۰۱ | ویلای ساحلی              | یونس           | کیانوش عیاری                       |
| ۱۴۰۱ | یادگار جنوب              | صالح           | حسین امیری دوماری و پدرام پورامیری |
| ۱۴۰۱ | سمفونی حمید (مستند)      | پژمان جمشیدی   | جعفر صادقی                         |
| ۱۴۰۱ | بخارست                   | جلیل           | سید مسعود اطیابی                   |
| ۱۴۰۰ | بی‌مادر                   |                | مرتضی فاطمی                        |
| ۱۴۰۰ | علفزار                   | امیرحسین بشارت | کاظم دانشی                         |
| ۱۳۹۹ | خانه ارواح               | مرتضی          | کیارش اسدی‌زاده                     |
| ۱۳۹۹ | شیشلیک                   | احمد           | محمدحسین مهدویان                   |
| ۱۳۹۹ | کوسه                     |                | علی عطشانی                         |
| ۱۳۹۹ | هفته‌ای یک‌بار آدم باش     | علی احمدی      | شهرام شاه‌حسینی                     |
| ۱۳۹۸ | خط فرضی                  | حامد           | فرنوش صمدی                         |
| ۱۳۹۸ | خوب، بد، جلف ۲: ارتش سری | پژمان جمشیدی   | پیمان قاسم‌خانی                     |
| ۱۳۹۸ | دوزیست                   | مجتبی          | برزو نیک‌نژاد                       |
| ۱۳۹۷ | جهان با من برقص          | رضا            | سروش صحت                           |
| ۱۳۹۷ | ایده اصلی                | سعید           | آزیتا موگویی                       |
| ۱۳۹۷ | تگزاس ۲                  | بهرام کشکولی   | سید مسعود اطیابی                   |
| ۱۳۹۷ | دینامیت                  | هادی           | سید مسعود اطیابی                   |
| ۱۳۹۷ | هزارتو                   | نریمان         | امیرحسین ترابی                     |
| ۱۳۹۷ | ما همه با هم هستیم       | علی حاجتی      | کمال تبریزی                        |
| ۱۳۹۶ | سوءتفاهم                 |                | احمدرضا معتمدی                     |
| ۱۳۹۶ | تگزاس                    | بهرام کشکولی   | مسعود اطیابی                       |
| ۱۳۹۶ | لونه زنبور               | صابر           | برزو نیک‌نژاد                       |
| ۱۳۹۵ | من دیوانه نیستم          | عطا            | علیرضا امینی                       |
| ۱۳۹۵ | آذر                      | مشتری          | محمد حمزه‌ای                        |
| ۱۳۹۴ | خوب، بد، جلف             | پژمان جمشیدی   | پیمان قاسم‌خانی                     |
| ۱۳۹۴ | ۵۰ کیلو آلبالو           | مانی توحیدی    | مانی حقیقی                         |
| ۱۳۹۴ | من ناصر حجازی هستم…      | خودش           | نیما طباطبایی                      |
| ۱۳۹۲ | آتش‌بس ۲                  | حسام           | تهمینه میلانی                      |

### تلویزیون
| سال       | عنوان            | نقش            | کارگردان    | پخش     |
| --------- | ---------------- | -------------- | ----------- | ------- |
| ۱۴۰۲–۱۳۹۸ | زیرخاکی          | فریبرز باغ‌بیشه | جلیل سامان  | شبکه یک |
| ۱۳۹۶      | دیوار به دیوار ۲ | بهرام رضایی    | سامان مقدم  | شبکه سه |
| ۱۳۹۵      | نفس              | عباس           | جلیل سامان  | شبکه سه |
| ۱۳۹۵      | دیوار به دیوار ۱ | بهرام رضایی    | سامان مقدم  | شبکه سه |
| ۱۳۹۳      | سال‌های ابری      | مهران          | مهدی کرم‌پور | شبکه دو |
| ۱۳۹۲      | پژمان            | پژمان جمشیدی   | سروش صحت    | شبکه سه |
| ۱۳۸۹      | ساختمان پزشکان   | پژمان جمشیدی   | سروش صحت    | شبکه سه |

### نمایش خانگی
| سال  | نام                      | نقش          | کارگردان        | توضیحات                                                                             |
| ---- | ------------------------ | ------------ | --------------- | ----------------------------------------------------------------------------------- |
| ۱۴۰۴ | محکوم                    |              | سیامک مردانه    | این سریال محصول فیلیمو است.                                                         |
| ۱۴۰۲ | افعی تهران               | پژمان جمشیدی | سامان مقدم      | این سریال محصول فیلم‌نت است.                                                         |
| ۱۴۰۲ | مگه تموم عمر چندتا بهاره | پژمان جمشیدی | سروش صحت        | حضور افتخاری در یک قسمت. این مجموعه به‌طور مشترک از دو پلفترم نماوا و فیلیمو پخش شد. |
| ۱۴۰۱ | آفتاب‌پرست                | جمال پورشه   | برزو نیک نژاد   | این مجموعه در پلفترم فیلم‌نت پخش شده است.                                            |
| ۱۴۰۱ | آنتن                     | خلیل رحمانی  | ابراهیم عامریان | این مجموعه در پلتفرم نماوا پخش شده است.                                             |
| ۱۳۹۹ | خوب، بد، جلف: رادیواکتیو | پژمان جمشیدی | محسن چگینی      | این مجموعه در پلتفرم فیلیمو پخش شده است.                                            |
| ۱۳۹۲ | شرف خانواده فاضل         | امین         | پوریا جاویدپور  | این فیلم توسط «پخش میعاد» و مؤسسه «تصویر گستر پاسارگاد» توزیع شد.                   |

## نمایش‌های تئاتر
| نام نمایش                                       | کارگردان          | تاریخ                                    |
| ----------------------------------------------- | ----------------- | ---------------------------------------- |
| بادی که تو را خشک کرد مرا برد                   | علی نرگس‌نژاد      | آذر و دی ۱۳۹۲                            |
| آرسنیک و تور کهنه                               | حسین پارسایی      | مرداد و شهریور ۱۳۹۳                      |
| آرامسایش                                        | محمد حاتمی        | مهر و آبان ۱۳۹۳                          |
| وقتی ما بر می‌گردیم دو پای آویزان باقی مانده است | ابراهیم پشتکوهی   | آبان و آذر ۱۳۹۳                          |
| گنجفه                                           | نوشین تبریزی      | بهمن ۱۳۹۳                                |
| پلیس                                            | شایان افکاری      | فروردین و اردیبهشت ۱۳۹۴                  |
| پپرونی برای دیکتاتور                            | خسرو احمدی        | مرداد و شهریور ۱۳۹۴                      |
| بی نوایان                                       | سروش طاهری        | فروردین و اردیبهشت ۱۳۹۵                  |
| الد سیبروک (نمایش خوانی)                        | مرتضی برزگرزادگان | اردیبهشت ۱۳۹۵                            |
| یادم تو را فراموش                               | ژاله صامتی        | تیر و مرداد ۱۳۹۵                         |
| دوباره اون آهنگ رو بزن سّم                       | داوود بنی‌اردلان   | تیر و مرداد ۱۳۹۵                         |
| حکومت نظامی                                     | تینو صالحی        | مهر و آبان ۱۳۹۵                          |
| پوست انداختن                                    | آرش سنجابی        | آبان و آذر ۱۳۹۵                          |
| پپرونی برای دیکتاتور                            | علی احمدی         | فروردین و اردیبهشت ۱۳۹۶                  |
| آن سوی آینه                                     | علی سرابی         | دی و بهمن ۱۳۹۶ - فروردین و اردیبهشت ۱۳۹۷ |
| مادر                                            | علی احمدی         | خرداد و تیر ۱۳۹۸                         |
| فرانکنشتاین                                     | ایمان افشاریان    | آذر و دی ۱۳۹۸                            |

## اجراها
| سال  | نام برنامه                | کارگردان                  | توضیحات                                                                             |
| ---- | ------------------------- | ------------------------- | ----------------------------------------------------------------------------------- |
| ۱۴۰۲ | جام ملت‌ها با پژمان جمشیدی | عادل فردوسی‌پور            | این برنامه فوتبالی در وب سایت فوتبال ۳۶۰ و یوتیوب در ایام جام ملت‌های آسیا پخش شد.   |
| ۱۴۰۰ | پیش‌گو                     | رضا بهاروند و امین‌انتظاری | این برنامه تاک‌شو در بیست قسمت از پلتفرم نماوا پخش شده است.                          |
| ۱۳۹۸ | کلاسیکو                   | عادل فردوسی‌پور            | برنامه‌ای فوتبالی که در سرویس‌های اینترنتی کافه بازار، فیلیمو و نماوا به نمایش درآمد. |

## جوایز و افتخارات

### ورزشی
| فصل     | مسابقات        | باشگاه    | نتیجه      |
| ------- | -------------- | --------- | ---------- |
| ۸۱–۱۳۸۰ | لیگ برتر ایران | پرسپولیس  | قهرمان     |
| ۸۵–۱۳۸۴ | لیگ برتر ایران | پاس تهران | نایب‌قهرمان |

### بازیگری
| سال  | جشنواره          | رده                              | اثر            | نتیجه        |
| ---- | ---------------- | -------------------------------- | -------------- | ------------ |
| ۱۳۹۶ | جشنواره فیلم فجر | بهترین بازیگر نقش مکمل مرد       | سوءتفاهم       | نامزدشده     |
| ۱۳۹۹ | جشنواره فیلم فجر | بهترین بازیگر نقش مکمل مرد       | شیشلیک         | نامزدشده     |
| ۱۴۰۰ | جشنواره فیلم فجر | بهترین بازیگر نقش اول مرد        | علفزار         | نامزدشده     |
| ۱۴۰۱ | جشنواره فیلم فجر | بهترین بازیگر نقش مکمل مرد       | یادگار جنوب    | دیپلم افتخار |
| ۱۳۹۳ | جشن حافظ         | بهترین بازیگر مرد کمدی تلویزیونی | پژمان          | نامزدشده     |
| ۱۳۹۶ | جشن حافظ         | بهترین بازیگر مرد فیلم           | خوب، بد، جلف   | نامزدشده     |
| ۱۳۹۷ | جشن حافظ         | بهترین بازیگر مرد کمدی تلویزیونی | دیوار به دیوار | نامزدشده     |
| ۱۴۰۰ | جشن حافظ         | بهترین بازیگر مرد کمدی تلویزیونی | زیرخاکی        | برنده        |
| ۱۴۰۲ | جشن حافظ         | بهترین بازیگر مرد کمدی تلویزیونی | آفتاب‌پرست      | نامزدشده     |
| ۱۴۰۲ | جشن حافظ         | بهترین بازیگر مرد فیلم           | علفزار         | برنده        |
| ۱۴۰۱ | جشنواره آنتالیا  | بهترین بازیگر مرد                | علفزار         | برنده        |